# Anthony Ponomarenko
Anthony Ponomarenko (ur. 5 stycznia 2001 w San Jose) – amerykański łyżwiarz figurowy pochodzenia rosyjskiego, startujący w parach tanecznych z Christiną Carreirą. Dwukrotny brązowy medalista mistrzostw czterech kontynentów (2022), wicemistrz świata juniorów (2018), srebrny medalista finału Junior Grand Prix (2017), medalista zawodów z cyklu Grand Prix i Challenger Series, wicemistrz Stanów Zjednoczonych seniorów (2024) oraz mistrz Stanów Zjednoczonych juniorów (2018).

## Życie prywatne
Ponomarenko urodził się w San Jose w stanie Kalifornia. Jest synem utytułowanej pary tanecznej, mistrzów olimpijskich z Albertville 1992 oraz wielokrotnych mistrzów świata i Europy – Mariny Klimowej i Siergieja Ponomarienko. Ma starszego brata o imieniu Timothy (ur. 1998).

## Kariera
Jego rodzice pomimo swoich znaczących sukcesów nigdy nie wywierali na nim presji, aby został łyżwiarzem figurowym. Chcieli jedynie, aby ich syn potrafił jeździć na łyżwach. Anthony rozpoczął naukę jazdy na łyżwach w wieku czterech lat. Gdy miał 7 lat rozpoczął regularne treningi, gdyż wykazywał talent sportowy. Na początku kariery był trenowany przez rodziców. Przez pierwsze cztery lata treningów był solistą, następnie skupił się na konkurencji par tanecznych. Jego pierwszą partnerką sportową z którą występował w kategoriach Juvenile, Intermediate i Novice w latach 2010–2014 była Sarah Feng.

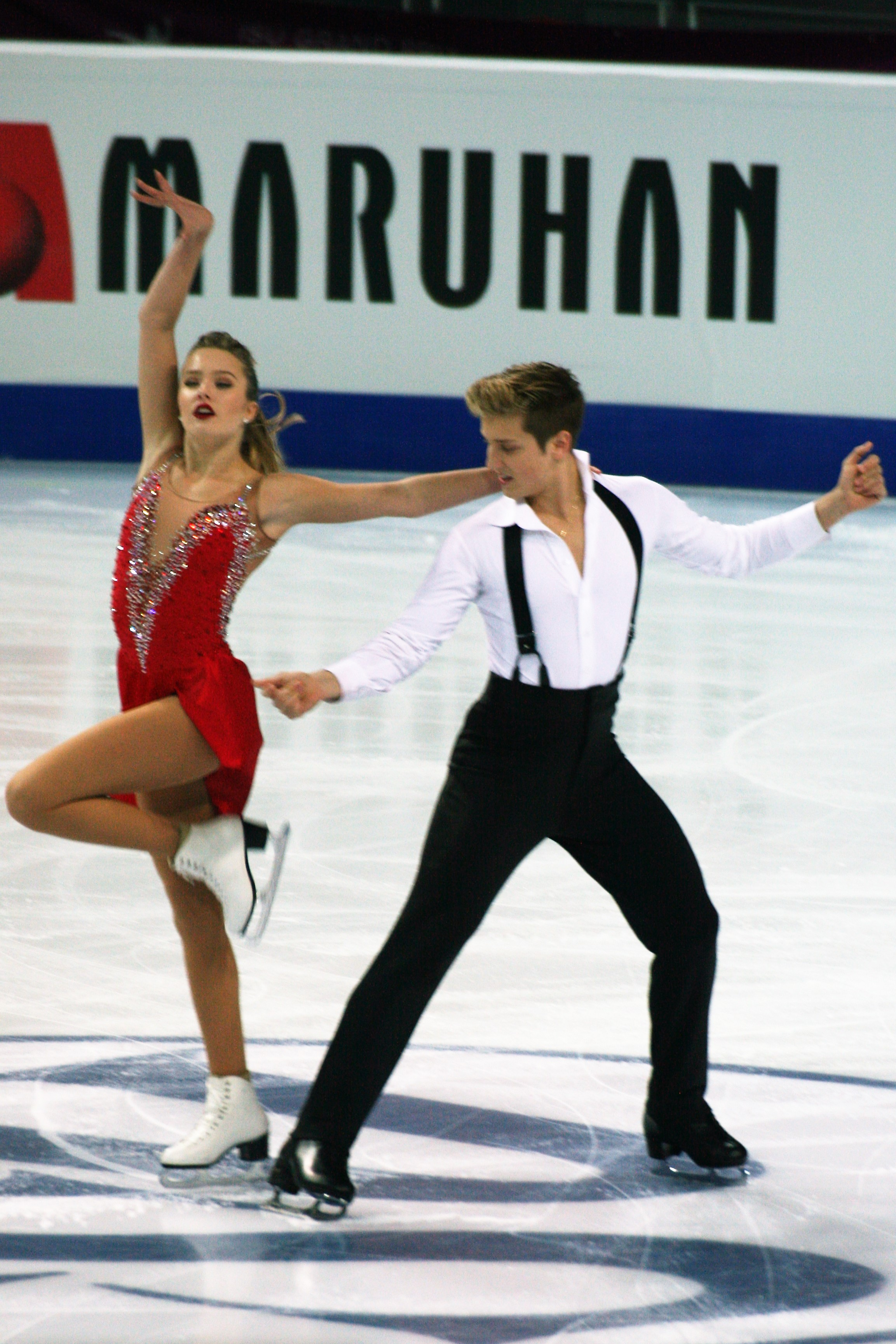
Carreira i Ponomarenko w tańcu krótkim podczas finału JGP 2016

### Kariera juniorska
W kwietniu 2014 roku Ponomarenko rozpoczął współpracę z kanadyjską łyżwiarką figurową Christiną Carreirą. Ponomarenko jest synem mistrzów olimpijskich 1992 z Albertville, Mariny Klimowej i Siergieja Ponomarienko. Carreira przyznała, że miała treningi próbne z innymi łyżwiarzami, ale od razu wiedziała, że chce podjąć współpracę z Anthonym. Para rozpoczęła treningi w Novi w stanie Michigan pod okiem doświadczonych trenerów: Igora Szpilbanda, Grega Zuerleina oraz Fabiana Bourzata i zdecydowała się reprezentować Stany Zjednoczone.
Christina i Anthony zadebiutowali w zawodach juniorskich w sezonie 2014/2015, a pierwszy raz stanęli na podium zawodów z cyklu Junior Grand Prix w sezonie 2015/2016 w Polsce. W sezonie 2016/2017 Carreira i Ponomarenko zostali wicemistrzami Stanów Zjednoczonych juniorów oraz byli dwukrotnie drudzy na zawodach JGP w Rosji i Francji. Awansowali do finału Junior Grand Prix, gdzie zajęli 4. miejsce. Na mistrzostwach świata juniorów 2017 w Tajpej zdobyli brązowy medal przegrywając jedynie z duetem amerykańskim Parsons / Parsons i rosyjskim Łoboda / Drozd. W sezonie 2017/2018 zostali mistrzami Stanów Zjednoczonych juniorów, wygrali zawody JGP w Austrii i na Białorusi, zaś w finale JGP ulegli jedynie rosyjskiemu duetowi Skopcowa / Aloszyn. Następnie zostali wicemistrzami świata juniorów 2018.

### Kariera seniorska
W sezonie 2018/2019 Carreira i Ponomarenko zadebiutowali w zawodach seniorskich podczas U.S. International Classic 2018 z cyklu Challenger Series, gdzie zdobyli srebro za parą Hubbell / Donohue. Ustanowili też nowe, wyższe od poprzednich rekordy życiowe, zgodnie ze zmianami w systemie oceniania (GOE±3 na GOE±5). Następnie zdobyli brązowy medal w Nebelhorn Trophy 2018 i wygrali pierwsze zawody seniorskie w karierze Tallinn Trophy 2018. W swoim debiucie na zawodach Grand Prix, w Grand Prix Helsinki 2018 zajęli 5. miejsce. W drugim starcie z cyklu GP, na Rostelecom Cup 2018 zdobyli brązowy medal.

## Osiągnięcia

### Z Christiną Carreirą
| Zawody                                | 14–15          | 15–16          | 16–17          | 17–18          | 18–19          | 19–20          | 20–21          | 21–22          | 22–23          | 23–24          |                |                |                |                |                |                |                |
| Międzynarodowe                        | Międzynarodowe | Międzynarodowe | Międzynarodowe | Międzynarodowe | Międzynarodowe | Międzynarodowe | Międzynarodowe | Międzynarodowe | Międzynarodowe | Międzynarodowe | Międzynarodowe | Międzynarodowe | Międzynarodowe | Międzynarodowe | Międzynarodowe | Międzynarodowe | Międzynarodowe |
| ------------------------------------- | -------------- | -------------- | -------------- | -------------- | -------------- | -------------- | -------------- | -------------- | -------------- | -------------- | -------------- | -------------- | -------------- | -------------- | -------------- | -------------- | -------------- |
| Mistrzostwa świata                    |                |                |                |                |                |                |                |                | 10             | 7              |                |                |                |                |                |                |                |
| Mistrzostwa czterech kontynentów      |                |                |                |                |                |                |                | 3              | 4              | 3              |                |                |                |                |                |                |                |
| GP Grand Prix de France               |                |                |                |                |                |                |                | 5              |                | 4              |                |                |                |                |                |                |                |
| GP Grand Prix Espoo                   |                |                |                |                | 5              |                |                |                | 4              | 4              |                |                |                |                |                |                |                |
| GP MK John Wilson Trophy              |                |                |                |                |                |                |                |                | 4              |                |                |                |                |                |                |                |                |
| GP NHK Trophy                         |                |                |                |                |                | 6              |                |                |                |                |                |                |                |                |                |                |                |
| GP Rostelecom Cup                     |                |                |                |                | 3              |                |                |                |                |                |                |                |                |                |                |                |                |
| GP Skate America                      |                |                |                |                |                | 6              | 3              |                |                |                |                |                |                |                |                |                |                |
| GP Skate Canada International         |                |                |                |                |                |                |                | 8              |                |                |                |                |                |                |                |                |                |
| CS Asian Open Trophy                  |                |                |                |                |                | 1              |                |                |                |                |                |                |                |                |                |                |                |
| CS Finlandia Trophy                   |                |                |                |                |                |                |                | 8              |                | 2              |                |                |                |                |                |                |                |
| CS Golden Spin of Zagreb              |                |                |                |                |                |                |                |                | 1              |                |                |                |                |                |                |                |                |
| CS Lombardia Trophy                   |                |                |                |                |                |                |                | 4              |                |                |                |                |                |                |                |                |                |
| CS Nebelhorn Trophy                   |                |                |                |                | 3              | 3              |                |                |                | 4              |                |                |                |                |                |                |                |
| CS Tallinn Trophy                     |                |                |                |                | 1              |                |                |                |                |                |                |                |                |                |                |                |                |
| CS U.S. International Classic         |                |                |                |                | 2              | 2              |                |                |                |                |                |                |                |                |                |                |                |
| Lake Placid Ice Dance International   |                |                |                |                |                | 2              |                |                |                |                |                |                |                |                |                |                |                |
| Międzynarodowe: Kategorie młodzieżowe |                |                |                |                |                |                |                |                |                |                |                |                |                |                |                |                |                |
| Mistrzostwa świata juniorów           |                |                | 3              | 2              |                |                |                |                |                |                |                |                |                |                |                |                |                |
| JGP Finał                             |                |                | 4              | 2              |                |                |                |                |                |                |                |                |                |                |                |                |                |
| JGP w Austrii                         |                |                |                | 1              |                |                |                |                |                |                |                |                |                |                |                |                |                |
| JGP na Białorusi                      |                |                |                | 1              |                |                |                |                |                |                |                |                |                |                |                |                |                |
| JGP w Czechach                        | 5              |                |                |                |                |                |                |                |                |                |                |                |                |                |                |                |                |
| JGP w Estonii                         | 4              |                |                |                |                |                |                |                |                |                |                |                |                |                |                |                |                |
| JGP we Francji                        |                |                | 2              |                |                |                |                |                |                |                |                |                |                |                |                |                |                |
| JGP na Łotwie                         |                | 4              |                |                |                |                |                |                |                |                |                |                |                |                |                |                |                |
| JGP w Polsce                          |                | 2              |                |                |                |                |                |                |                |                |                |                |                |                |                |                |                |
| JGP w Rosji                           |                |                | 2              |                |                |                |                |                |                |                |                |                |                |                |                |                |                |
| Lake Placid Ice Dance International   |                | 2 J            |                | 1 J            |                |                |                |                |                |                |                |                |                |                |                |                |                |
| Krajowe                               |                |                |                |                |                |                |                |                |                |                |                |                |                |                |                |                |                |
| Mistrzostwa Stanów Zjednoczonych      | 5 J            | 4 J            | 2 J            | 1 J            | 5              | 4              | WD             | 7              | 3              | 2              |                |                |                |                |                |                |                |

## Programy

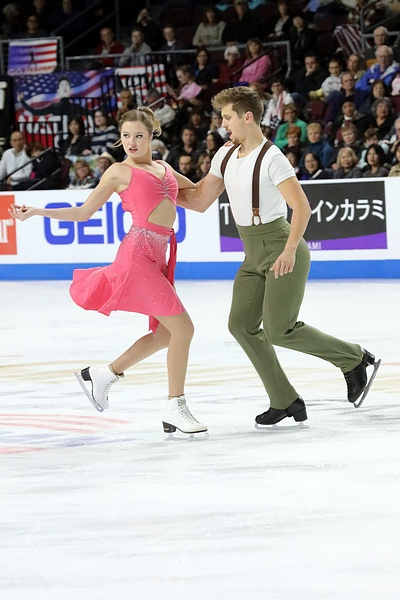
Taniec rytmiczny Too Darn Hot na Skate America 2019

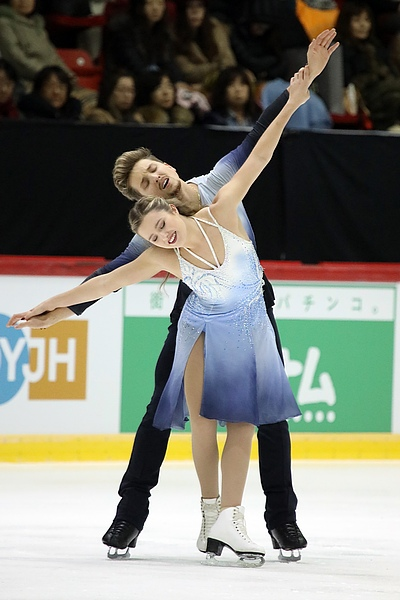
Taniec dowolny Bloodstream / Angel na Grand Prix Helsinki 2018

Christina Carreira / Anthony Ponomarenko
| Sezon   | Taniec rytmiczny (RD) | Taniec dowolny (FD) |
| ------- | --- | --- |
| 2022–23 | - Samba: Kind Of Latin Rhythm – The Juju Orchestra - Rumba: (Where do I begin) Love Story – Shirley Bassey – Something Else (remastered) - Samba: Samba – Gloria Estefan – BRAZIL305 choreografia: Marie-France Dubreuil, Madison Hubbell, Adrián Díaz | - Rainy Streets (z filmu Backbone) – Danshin & Arooj - Public Disquiet (z filmu Backbone) – Danshin & Arooj - Summertime (z opery Porgy and Bess) – Louis Armstrong, Ella Fitzgerald, komp. George Gershwin - Summertime – 101 Strings Orchestra choreografia: Marie-France Dubreuil, Madison Hubbell, Adrián Díaz |
| 2021–22 | - Blues: Batdance – Prince choreografia: Marie-France Dubreuil, Romain Haguenauer | - Wicked Game – Daisy Gray, Yola Recoba, oryg. Chris Isaak choreografia: Marie-France Dubreuil, Romain Haguenauer |
| 2020–21 | - Fokstrot, swing: Too Darn Hot (z musicalu Kiss Me, Kate) | - Main Title (z filmu Doktor Żywago) – Maurice Jarre - Farewell To The Past – Ludovico Einaudi - Lara's Theme (z filmu Doktor Żywago) – Maurice Jarre - Love Is A Mistery – Ludovico Einaudi choreografia: Igor Szpilband, Pasquale Camerlengo                                                                     |
| 2019–20 | - Fokstrot, swing: Too Darn Hot (z musicalu Kiss Me, Kate) | - Flamenco medley: - Farrucas – Pepe Romero - Malaguena – Benise |
| 2018–19 | - Tango: Jealousy Tango – Katica Illényi, oryg. Jacob Gade - Tango: Yo soy María (z opery María de Buenos Aires) – Astor Piazzolla choreografia: Igor Szpilband                                                                                        | - Tokio Myers medley: - Bloodstream - Angel choreografia: Igor Szpilband |
| Sezon   | Taniec krótki (SD) | Taniec dowolny (FD) |
| 2017–18 | - Rumba: Quizas, Quizas, Quizas – Sara Montiel - Cha-cha: Perhaps, Perhaps, Perhaps – The Pussycat Dolls, oryg. Cake - Samba: Conga – Gloria Estefan choreografia: Igor Szpilband                                                                      | - Dance for Me Wallis (z filmu W.E.) – Abel Korzeniowski - Abdication (z filmu W.E.) – Abel Korzeniowski choreografia: Igor Szpilband |
| 2016–17 | - Blues: Why Don't You Do Right? (z filmu Kto wrobił królika Rogera?) - Swing: Cool Cat in Town – Tape Five | - Exogenesis: Symphony Part 3 (Redemption) – Muse |
| 2015–16 | - Waltz, polka: City Lights – Charlie Chaplin | - Poursuit – Goran Bregović - Auscencia – Goran Bregović - Black Cat, White Cat – Goran Bregović |
| 2014–15 | - Samba: Chic a boom - Samba: Let’s Get Loud – Jennifer Lopez | - Micmacs medley – Raphaël Beau, Max Steiner - Diabolic - A Motley Crew - It is Rolling |